# Disney's Grand Floridian Resort & Spa
Disney's Grand Floridian Resort & Spa (kortweg het Grand Floridian) is een hotel in het Walt Disney World Resort in Lake Buena Vista, Florida, dat wordt beheerd door The Walt Disney Company. De opening hiervan was op 28 juni 1988. Disney's Grand Floridian Resort & Spa is een "Deluxe" Resort, dit wil zeggen dat het tot de duurste prijsklasse behoort binnen Walt Disney World Resort. Disney's Grand Floridian Resort & Spa is tevens het flagship resort van het resort, wat het daarmee het duurste hotel van heel Walt Disney World maakt.
Samen met Disney's Polynesian Resort, Disney's Contemporary Resort en Disney's Wilderness Lodge vormt het Grand Floridian de Magic Kingdom Resort Area.
Op dinsdag 14 juni 2016 omstreeks 21 uur lokale tijd werd de 2-jarige Lange Graves door een alligator mee in het water gesleurd. Zijn lichaampje werd uren later na een intensieve speurtocht teruggevonden, maar alle hulp kwam te laat.

## Geschiedenis en ontwerp
Het resort werd ontworpen door The Walt Disney Company en werd uitgevoerd door het architectenbureau Wimberly, Allison, Tong & Goo. De inspiratie van het hotel komt van de victoriaanse strandresorts die werden gebouwd aan Florida's oostkust in de beginjaren van de 20e eeuw. Het aanzicht is gebouwd naar het model van het Mount Washington Resort in Bretton Woods, New Hampshire en het Hotel del Coronado in Coronado, Californië. Er werd ook inspiratie opgedaan uit het Belleview Biltmore Hotel in Belleair, Florida.
Oorspronkelijk wilde Walt Disney Disney's Polynesian Resort, gebaseerd op Adventureland, Disney's Contemporary Resort, gebaseerd op Tomorrowland en nog enkele andere resorts die andere delen van Magic Kingdom zouden reflecteren. Wilderness Lodge is daarbij later geopend in 1994 als reflectie op Frontierland. Het Grand Floridian werd uiteindelijk gebaseerd op Main Street. Het hotel is gebouwd op het land dat oorspronkelijk was bedoeld voor Disney's Asian Resort in de masterplanning voor Walt Disney World door Walt Disney zelf. Dit hotel is echter nooit gerealiseerd, net als Disney's Persian Resort.

## Gebouwen

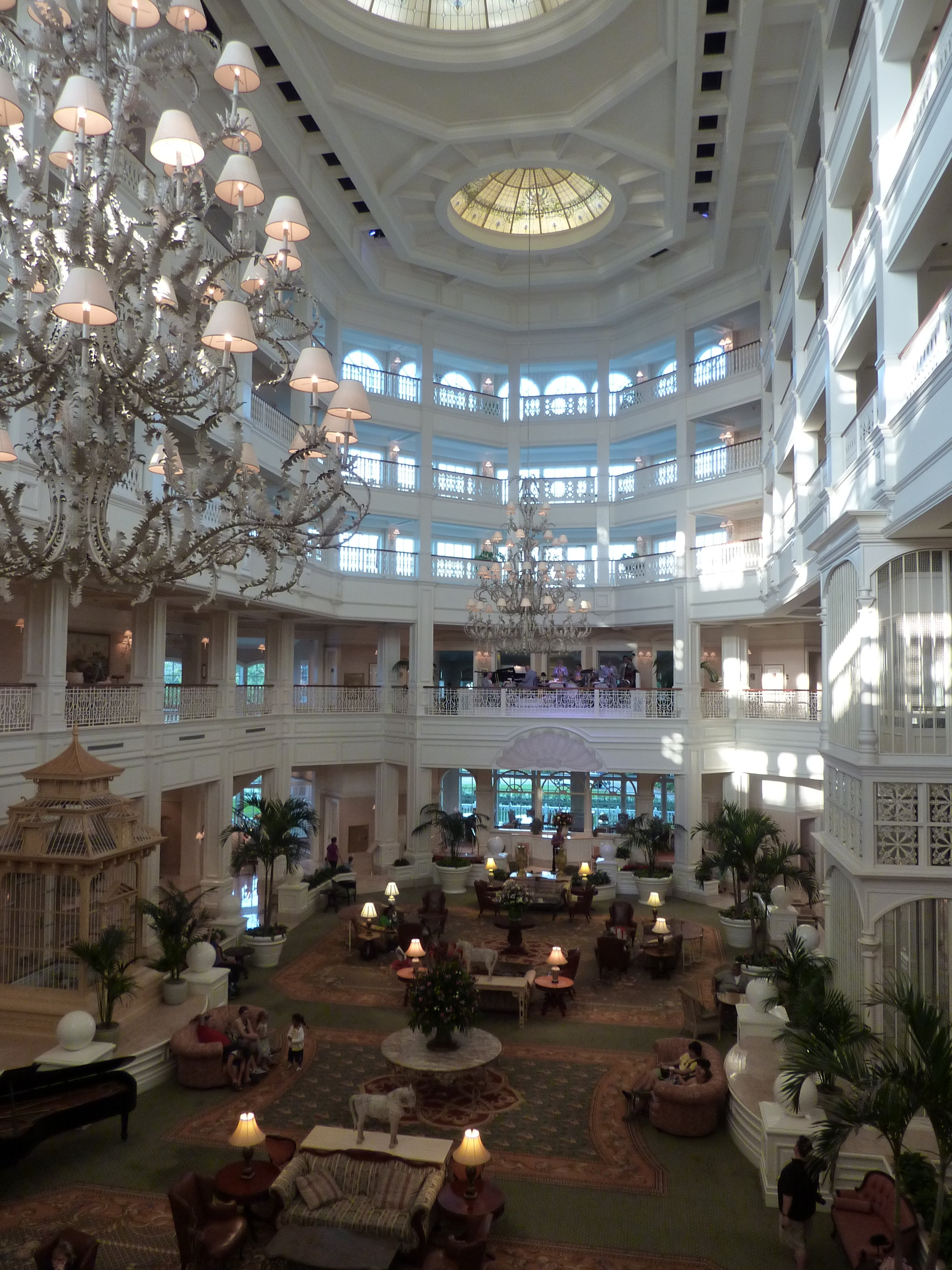
De lobby van het hotel

Disney's Grand Floridian Resort & Spa bestaat uit 6 gebouwen, waarvan het hoofdgebouw het meest prominent is, en een aantal andere facilitaire gebouwen. Elk van de andere gebouwen zijn vernoemd naar eilanden in de Florida Keys. Naar de kamerverdiepingen in het hoofdgebouw, die alleen toegankelijk zijn voor gasten die op club level verblijven, wordt verwezen met Royal Palm Club.

### Hoofdgebouw
Het hoofdgebouw is het grootste gebouw van het resort en beschikt over de meeste faciliteiten, zoals restaurants en winkeltjes. Op de derde, vierde en vijfde verdieping bevinden zich kamers voor gasten die op club level verblijven. Tevens zijn op deze verdiepingen vier signature suites te vinden: de Roy Disney Suite, de Walt Disney Suite, de Grand Suite en de Victorian Suite. De lobby bevindt zich een het vijf verdiepingen hoog atrium, met daarin zitgelegenheden, een piano en op de tweede verdieping een podium voor een band die dagelijks optreedt. In de lobby hangen twee grote kroonluchters die ananasbladeren moeten symboliseren: de ananas staat namelijk voor gasttevredenheid. Dit is tevens de reden dat in het behangpapier van het Grand Floridian, naast Hidden Mickeys en het logo van het Grand Floridian, ananassen terug te vinden zijn. Het plafond wordt gesierd door 3 koepels, waarvan de middelste rechtstreeks onder het de hoogste toren zit. Eind 2011 zijn alle vloeren in de lobby en op de tweede verdieping vernieuwd met Italiaans marmer, waarin Disney-figuren en patronen in zijn verstopt.
Buiten de tweede verdieping van het hotel bevindt zich een monorail-station, dat direct in verbinding staat met de ingang van het Magic Kingdom.

### Lodges
De namen van de lodges zijn als volgt: Sago Key (5), Sugarloaf Key (6), Conch Key (7), Boca Chica (8) en Big Pine Key (9). Deze zijn vernoemd naar eilanden in de Florida Keys. Elk gebouw beschikt over 5 verdiepingen, op Sugarloaf Key en Conch Key na, die slechts over 4 verdiepingen beschikken. Sugarloaf Key is alleen toegankelijk voor gasten die op club level verblijven en beschikt over een lounge en een privéconciërge. Op de kopse kant van zowel Sago Key als Conch Key bevinden zich twee signature suites, de Everglades Suite (7) en de Cape Coral Suite (5).

## Restaurants
- Victoria & Alberts is een restaurant met 5 AAA Diamonds, reeds 14 jaar op een rij. Het restaurant bestaat slechts uit twee bedienden: Victoria & Albert, vernoemd naar Queen Victoria en haar man King Albert. Ook biedt Victoria & Alberts de Chef's Table aan, waarbij gasten in de keuken dineren en de chef op verzoek een maaltijd naar keuze klaarmaakt. Hier is echter een wachtlijst voor. Het restaurant bevindt zich op de tweede verdieping van het hoofdgebouw.
- Citrícos is een Californisch / Mediterraans grillrestaurant, dat zich op de tweede verdieping van het hoofdgebouw bevindt.
- Narcoossee's is een vis- en steakrestaurant dat zich aan de rand van het resort en op het water bevindt, vlak naast Conch Key.
- Grand Floridian Cafe is een restaurant met een beperkt, vrij basaal aanbod dat ontbijt, lunch en diner aanbiedt. Het bevindt zich op de begane grond aan de achterzijde van het hoofdgebouw.
- 1900 Park Fair is een buffetrestaurant dat ontbijt en diner aanbiedt met de Disneyfiguren: in de ochtend Alice in Wonderland, Mary Poppins en Winnie de Pooh, in de avond Assepoester en de prins en haar stiefzusters en stiefmoeder. Overdag vindt er de Wonderland Teaparty plaats, een theekransje voor meisjes met de Gekke Hoedenmaker. In het restaurant bevindt zich "Big Bertha, een orgel van meer dan een eeuw oud. Het restaurant bevindt zich op de begane grond in de lobby.
- Gasparilla's Grill & Games is een quick service restaurant dat 24 uur per dag geopend is, en samenzit met de arcade. Het restaurant bevindt zich aan de achterzijde van het hoofdgebouw, vóór de jachthaven.

Daarnaast beschikt het Grand Floridian over de Garden View Tea Lounge op de begane grond, waar theekransjes plaatsvinden, en de Mizner's Lounge op de tweede verdieping, die geopend is in de avonduren. Beiden bevinden zich in de lobby.

## Winkeltjes
- Summer Lace is een damesboetiek, die zich op de begane grond van de lobby bevindt. Commander Porter's is een herenboetiek die zich op de tweede verdieping bevindt. Dames- en herenboetieks zijn gescheiden van elkaar, omdat dames en heren in het victoriaanse tijdperk hun vrije tijd ook gescheiden doorbrachten. Daarom is de Garden View Tea Lounge naast Summer Lace te vinden, en Mizner's Lounge naast Commander Porter's.
- M. Mouse Mercantile is de souvenirwinkel op de tweede verdieping van het hotel, waar knuffels, speelgoed en Disney-merchandise wordt verkocht.
- Sandy Cove Sundries & Giftshop is een winkeltje met levensbehoeften, zoals voedingsmiddelen en medicijnen, te vinden achter in de lobby op de begane grond.
- Basin White is een winkel die verzorgingsproducten verkoopt op de tweede verdieping van het hoofdgebouw.
- Ivy Trellis is een kapsalon, te vinden op de tweede verdieping van het hoofdgebouw.